# Оксиринхский папирус 2331

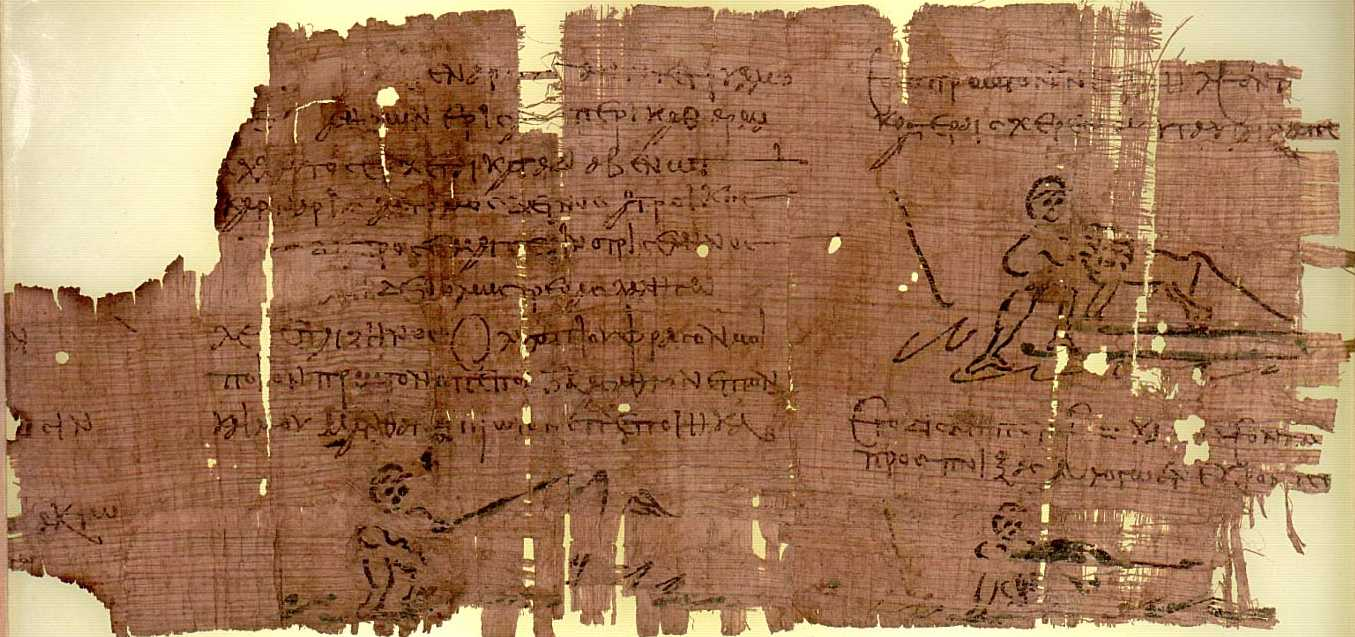

Оксиринхский папирус 2331 (шифр Pap. Oxyrhynchus 2331) или Папирус Геракла (англ. Heracles Papyrus) — иллюминированный папирус приблизительно III века, содержит обрывки греческой поэмы о подвигах Геракла с иллюстрациями. Один из старейших примеров иллюстрирования литературного произведения.
Обрывок обнаружен во время раскопок в Оксиринхе, его размер 23,5 × 10,6 см. Вместе с другими находками папирус поступил в библиотеку Саклера; впервые издан в 1954 году. Фрагмент остался от свитка с поэмой, содержащей стихотворный диалог между Гераклом и другим (неустановленным) персонажем. Сюжет касается подвигов Геракла, два сохранившихся столбца текста повествуют об охоте на Немейского льва. Иллюстрации небольшого размера, выполнены в штриховой технике чёрными чернилами и напоминают эскизы. Иллюстрация слева представляет Геракла вырезающим палку из древесины оливы, эскиз в верхнем правом углу представляет Геракла, захватывающего льва. Эскиз в нижнем правом углу сильно повреждён, по-видимому, Геракл сдирает львиную шкуру.